# Sizilianischer Zwergelefant
Der Sizilianische Zwergelefant (Palaeoloxodon falconeri nach dem Paläontologen Hugh Falconer, Syn.: Elephas falconeri) ist eine ausgestorbene Elefantenart, die zur Gattung Palaeoloxodon gehört. Die Art stellt mit einer Schulterhöhe von nur etwa 90 cm eine verzwergte Form dar, welche sich höchstwahrscheinlich vom  Europäischen Waldelefanten (Palaeoloxodon antiquus) ableitet. Palaeoloxodon falconeri ist nicht zu verwechseln mit einer zweiten auf Sizilien belegten verzwergten Art: Palaeoloxodon mnaidriensis.

## Geschichte

Größenvergleich des Sizilianischen Zwergelefants (Palaeoloxodon falconeri), v. l. n. r.: Bulle, Kalb, Kuh

Während der letzten Vereisung gelangten Elefanten von Afrika bzw. Europa aus über eine Landverbindung, die durch geologische Veränderungen bzw. den abgesunkenen Meeresspiegel entstanden war, auf das Gebiet verschiedener späterer Mittelmeerinseln. So fand man die Überreste von Zwergformen des Elefanten bzw. des Mammuts auf Kreta, Malta, Sardinien, Sizilien, Tilos und Zypern. Nach dem Wiederanstieg des Meeresspiegels waren die Tiere von ihrem Ursprungsort abgeschnitten und entwickelten sich als eigenständige Gruppe anders als ihre Artgenossen auf dem Festland. Wegen schlechter Nahrungsbedingungen und fehlender Raubtiere am neuen Ort kam es zur allmählichen Abnahme der Körpergröße (Phänomen der Inselverzwergung), so dass Palaeoloxodon falconeri schließlich nur noch eine Schulterhöhe von weniger als einem Meter erreichte. Die Verzwergungsrate lag zwischen 0,79 und 18,45 kg Körpergewicht und zwischen 0,15 und 3,41 mm Schulterhöhe je Generation bezogen auf eine Trennung von der Festlandspopulation vor 520.000 beziehungsweise 70.000 Jahren. DNA-Analysen aus dem Jahr 2017 kamen zu dem Ergebnis, dass der in Zentral- und Westafrika heimische Waldelefant (Loxodonta cyclotis) der nächste heute lebende Verwandte der Gattung Palaeoloxodon – und somit auch des Sizilianischen Zwergelefanten – ist.
Skelette sizilianischer Zwergelefanten sind im Museo Archeologico Regionale Paolo Orsi in Syrakus und im Museo Geologico Gemmellaro in Palermo ausgestellt.